# بيريستاسيس (بيريا)
بيريستاسيس (Περίστασις) هي مدينة في بيريا في مقاطعة فوريا إلادا في اليونان.